# Epidiplosis triangularis
Epidiplosis triangularis är en tvåvingeart som beskrevs av Mo och Liu 2000. Epidiplosis triangularis ingår i släktet Epidiplosis och familjen gallmyggor. Inga underarter finns listade i Catalogue of Life.